# Сокур Петро Павлович
Петро Павлович Сокур (народився 3 лютого 1946 — помер 14 травня 2020 на 75-му році життя) — український лікар і науковець, доктор медичних наук, професор кафедри торакальної хірургії та пульмонології НМАПО імені П. Л. Шупика, головний дитячий торакальний хірург МОЗ України. Автор 245 наукових праць, 17 патентів та авторських свідоцтв, автор і співавтор 18 монографій, навчально-методичних посібників і підручників. 

## Життєпис
Петро Павлович народився 3 лютого 1946 року у селі Агафієвка, Любашівської селищної громади Подільського району Одеської області України. Закінчив Первомайське медичне училище в м. Первомайськ Миколавської області, відбув строкову військову службу на посаді фельдшера, начальника аптеки. Освіту хірурга отримав на лікувальному факультеті Київського медичного інституту імені О.О. Богомольця.
Професор Сокур П.П. ніколи не припиняв професійного розвитку: спочатку очна аспірантура на кафедрі пульмонології Київського інституту удосконалення лікарів, захист кандидатської дисертації «Діагностика і хірургічне лікування стравохідно-респіраторних нориць», посада асистента, а пізніше — доцента кафедри пульмонології. Далі Петро Павлович захистив докторську дисертацію «Хірургічне лікування доброякісних пухлин легень» та став професором кафедри пульмонології. 
Із 46 років роботи – 42 роки він присвятив торакальній хірургії. Крім того, професор Сокур П.П. був досвідченим і кваліфікованим педагогом. Петро Павлович виховав когорту торакальних хірургів та пульмонологів України. 
Упродовж багатьох років був куратором базового дитячого торакального відділення Київської міської клінічної лікарні №17 та циклу спеціалізації за фахом «торакальна хірургія». Здійснював щотижневі обходи у відділенні, щоденні огляди важких та складних хворих. 
Щорічно консультував понад 300 амбулаторних хворих, здійснював більше 1000 оглядів і консультацій стаціонарних хворих, багато часу проводив за операційним столом. Виконував значну консультативну роботу в медичних закладах міста Києва та України. 
Із 1990 до 2013 року професор Сокур був головним позаштатним спеціалістом МОЗ України за фахом «Дитяча торакальна хірургія» та «Дитяча пульмонологія».
Петро Павлович Сокур помер 14 травня 2020 року у стінах лікарні, де пропрацював більшу частину життя у м. Київ після нетривалої хвороби. 

## Біографія
У 1974 році закінчив лікувальний факультет Київського медичного інституту. 
З 1974 року до 1981 рік працював лікарем-хірургом, а з 1981 року - завідувачем торакального відділенням Київської дитячої лікарні №7 (сьогодні КНП "Київська міська клінічна лікарня № 17").
З 1982 року до 1984 року навчався в очній аспірантурі на кафедрі пульмонології Київського інституту удосконалення лікарів.
З 1984 року після дострокового захисту кандидатської дисертації на тему «Діагностика і хірургічне лікування стравохідно-респіраторних нориць» був зарахований на посаду асистента кафедри пульмонології, з 1988 року - доцента кафедри.
У 1990 році отримав вчене звання доцента. 
У 1998 році захистив докторську дисертацію на тему «Хірургічне лікування доброякісних пухлин легень». 
У 2001 році переведений на посаду професора кафедри, а у 2002 році отримав вчене звання професора.

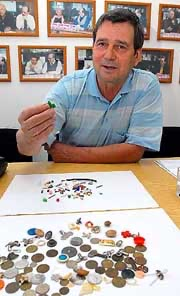
Демонстрація чужорідних тіл, вилучених внаслідок операційних втручань, проф.П.П.Сокур

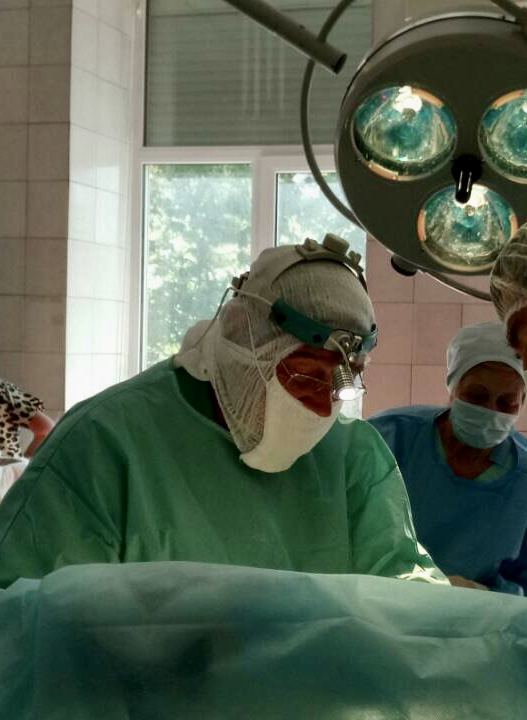
Виконання оперативного втручання, проф. П.П.Сокур

## Наукова діяльність
Професор Сокур — автор 245 наукових праць, включно з 17 патентами на винаходи, співавтор 18 підручників та навчально-методичних посібників, зокрема є співавтором національного підручника «Педіатрія» та навчально-методичного посібника «Дитяча хірургія». 
Під керівництвом Петра Павловича Сокура виконувались бюджетні науково-дослідні роботи кафедри, захищені 3 кандидатські та 1 докторська дисертації.  Брав активну участь у міжнародних та вітчизняних науково-практичних конференціях, з’їздах, симпозіумах. Був заступником головного редактора журналу «Хірургія дитячого віку» та членом редакційних рад журналів «Хірургія України», «Сучасна педіатрія», «Український пульмонологічний журнал», «Здоровье ребенка».
Петро Павлович Сокур був членом спеціалізованих хірургічних вчених рад із захисту кандидатських та докторських дисертацій у НМАПО імені П.Л. Шупика та НМУ імені О.О. Богомольця, членом вченої ради хірургічного факультету, головою комісії з лікувальної роботи на факультеті та членом комісії з лікувальної роботи академії.

## Список наукових праць
Перелік деяких робіт та праць:
- П.П.Сокур, А.В. Макаров, Б.О.Кравчук «Врожденные пороки развития бронхолегочной системи. Диагностика. Лечение», Торакальна хірургія. Збірник наукових праць. Вин. 2. 2012 с. 118-123.
- П.П.Сокур, Б.О.Кравчук Повторні оперативні втручання у дітей з патологією органів дихання та межистіння, Збірник наукових праць. За матеріалами науково-практичної конференції «Актуальні питання лікування дітей з хірургічною патологією». Київ, 22-23 листопада 2012 р. с.62-64.
- П.П.Сокур, Б.О.Кравчук «Обструкція дихальних шляхів сторонніми тілами», Педіатрія національний підручник. За редакцією професора В. В. Бережного. 2013. Том 2. Розділ 26. Підрозділ 26.5. с. 831-850.
- П.П.Сокур, Б.О.Кравчук «Вроджені вади розвитку органів дихання», Педіатрія Національний підручник. За редакцією професора В. В. Бережного. 2013. Том 2., с.850-881.
- В.Г.Гетьман, П.П.Сокур, А.В.Макаров, М.М.Багіров,Б.О.Кравчук «40 років з дня заснування кафедри торакальної хірургії та пульмонології», Збірник наукових праць співробітників НМАПО імені П.Л.Шупика Київ,2015. с.120-123.
- П.П.Сокур, Б.О.Кравчук, М, М.Багіров,В. Г. Гетьман, А. В.Макаров «Особливості повторних хірургічних втручань у дітей з патологією органів дихання та межистіння» Збірник наукових праць співробітників НМАПО імені П.Л.Шупика Київ, 2015.
- П.П.Сокур, В.Г.Гетьман, Б.О. Кравчук та інші. Дитяча хірургія. Навчальний посібник з теоретичної підготовки та набуття практичних навичок з маніпуляцій і оперативних втручань для лікарів-інтернів за фахом «Дитяча хірургія» За редакцією проф. О. К. Толстанова. - Житомир: «Полісся», т. 1., 2016.
- П.П. Сокур, Б.О. Кравчук, Б.Б. Серденко, О.В. Белоконь // Диагностика и хирургическое лечение бронхолегочных опухолей у детей. Хірургія дитячого віку. 2017р. № 4 (57). с. 25 - 27.
- Б.О. Кравчук, П.П. Сокур, В.Г. Гетьман Особливості патогенезу респіраторних захворювань у дітей із доброякісними утворами межистіння. Хірургія дитячого віку. 2017р. № 3 (56). с. 120-122.

## Сім'я
Батьки – мати Любов Федорівна Сокур (1918-1984 рр.), батько Павло Григорович Сокур (1908-1990 рр., ветеран Другої світової війни).
Брати – старший брат Іван Павлович Сокур (25.05.1941—28.08.2010 рр.), Заслужений лікар України, головний лікар Броварської центральної районної лікарні, почесний громадянин міста Бровари;  середній брат Анатолій Павлович Сокур (24.03.1943-07.04.2006 рр), слюсар найвищої категорії по виготовленню поліграфічного обладнання.
Дружина – Вікторія Олександрівна Любчевська-Сокур, філолог, автор наукових та навчальних посібників, викладач Київського національного університету імені Тараса Шевченка.
Діти – Станіслав Петрович Сокур (к.політ.н, юрист-міжнародник), Олександр Петрович Любчевський (офіцер Збройних сил України).